# Interdepartementale Commissie Crisisbeheersing
Interdepartementale Commissie Crisisbeheersing (ICCb) is een Nederlandse hoge ambtelijke commissie en onderdeel van de Nationale Crisisstructuur van Nederland.
Deze commissie op hoog ambtelijk (Directeuren-Generaal) niveau adviseert de Ministeriële Commissie Crisisbeheersing (MCCb), die onder voorzitterschap staat van de minister-president wanneer het gaat om "een situatie waarbij de nationale veiligheid in het geding is of kan zijn, of in een andere situatie die een grote uitwerking op de maatschappij heeft of kan hebben".  Zo nodig en waar mogelijk neemt de Interdepartementale Commissie Crisisbeheersing ook zelf besluiten. De commissie staat onder voorzitterschap van de Nationaal Coördinator Terrorismebestrijding en Veiligheid.
Regelmatig wonen deskundigen de vergaderingen van de ICCb bij. De ICCb wordt geadviseerd door ambtenaren onder andere via het Interdepartementaal afstemmingsoverleg.